# ملاقات با سنت نیکلاس (فیلم ۱۹۳۳)
ملاقات با سنت نیکلاس یا شب پیش از کریسمس (انگلیسی: The Night Before Christmas) یک فیلم کوتاه انیمیشن از مجموعه انیمیشن‌های سمفونی احمقانه به کارگردانی ویلفرد جکسون و تهیه کنندگی والت دیزنی است.